# Macquartia
Macquartia är ett släkte av tvåvingar. Macquartia ingår i familjen parasitflugor.

## Bildgalleri

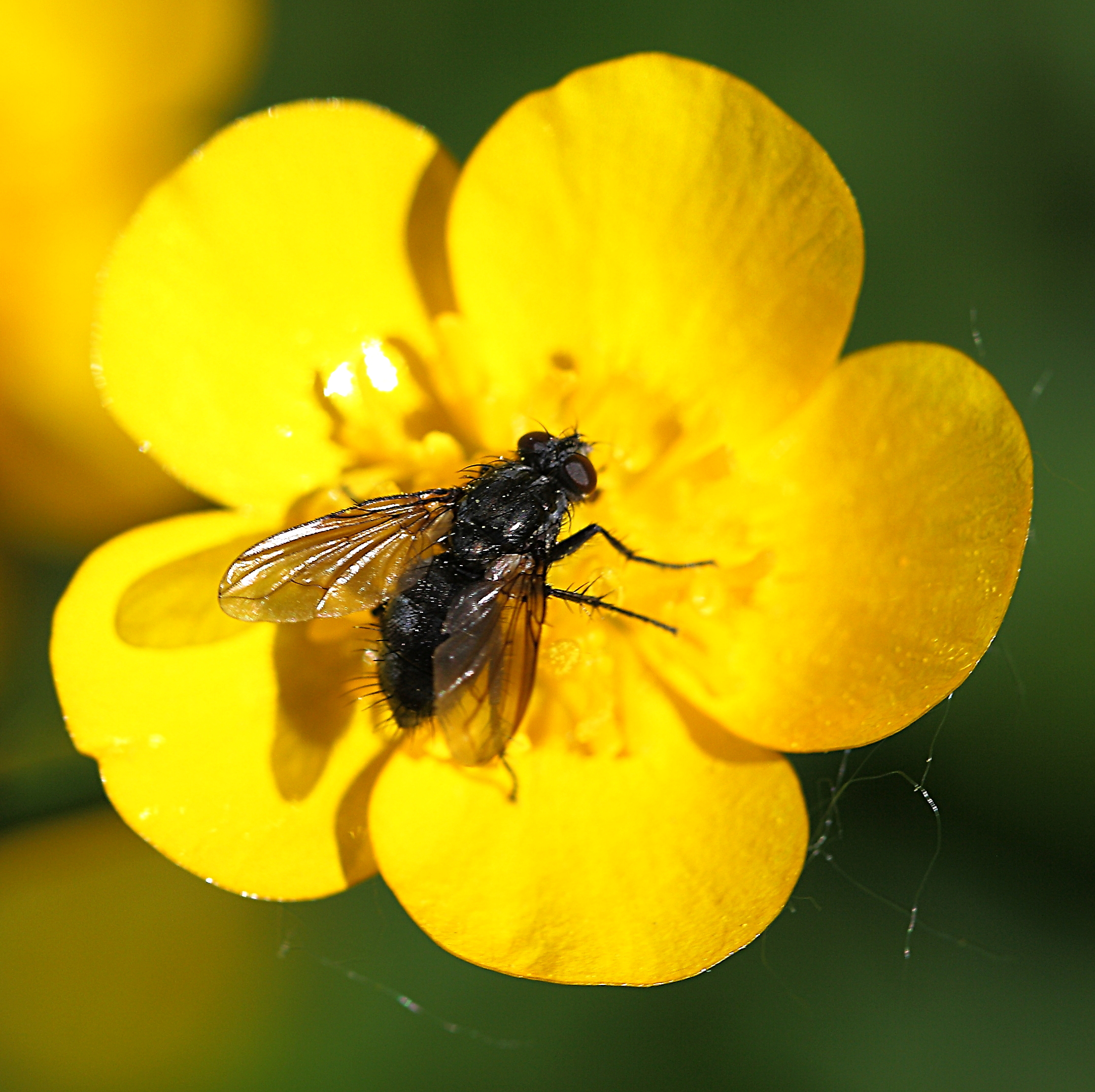
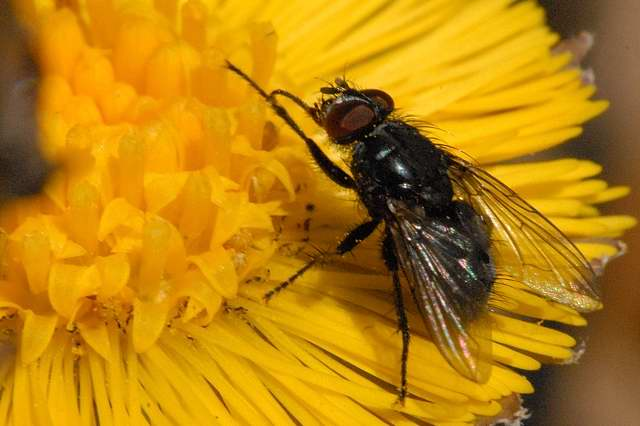
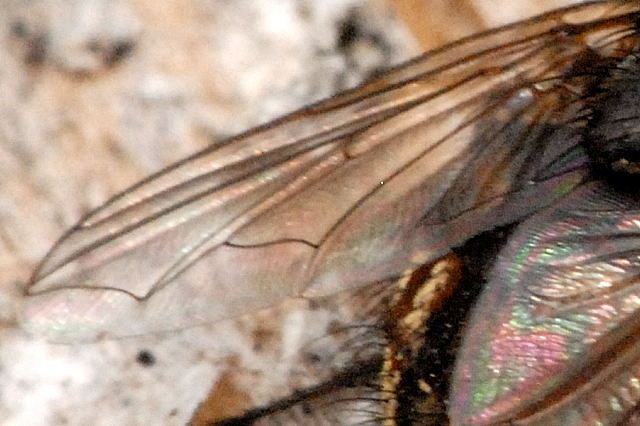
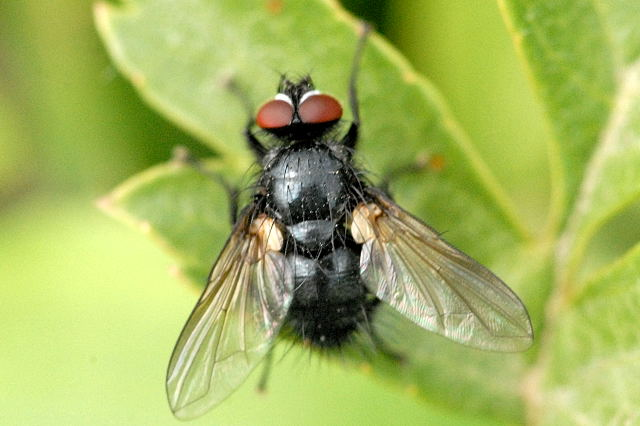
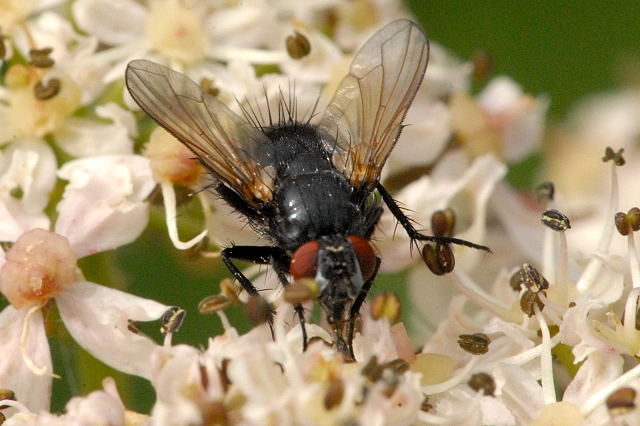
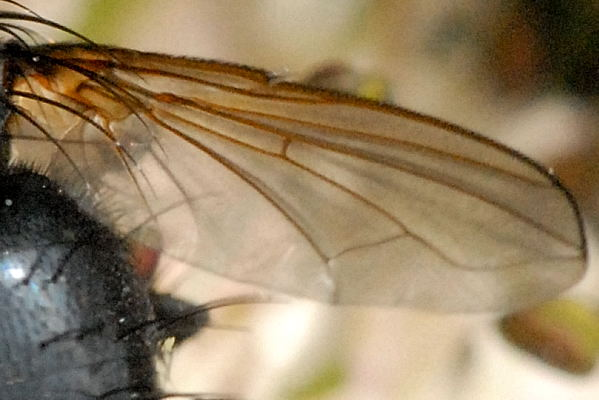

## Dottertaxa tillMacquartia, i alfabetisk ordning[1][2]
- Macquartia aeneiventris
- Macquartia albertana
- Macquartia arripes
- Macquartia brachycera
- Macquartia chalconota
- Macquartia dispar
- Macquartia erythrocera
- Macquartia erythromera
- Macquartia flavipalpis
- Macquartia grisea
- Macquartia grisescens
- Macquartia hystrix
- Macquartia macularis
- Macquartia nigricornis
- Macquartia nitidicollis
- Macquartia nudigena
- Macquartia obscura
- Macquartia pegomyioides
- Macquartia plumbea
- Macquartia plumbella
- Macquartia praefica
- Macquartia pruthentca
- Macquartia pubiceps
- Macquartia rufipalpis
- Macquartia setigena
- Macquartia tenebricosa
- Macquartia tessellata
- Macquartia tessellum
- Macquartia uniseriata
- Macquartia viridana
- Macquartia viridescens